# Premier Empire mexicain
Pour les articles homonymes, voir Premier Empire (homonymie).
1821–1823
Entités précédentes :
- Régence du Mexique

Entités suivantes :
- Première République fédérale mexicaine
- Provinces unies d'Amérique centrale
- Côte des Mosquitos

Le Premier Empire mexicain (en espagnol : Imperio Mexicano) désigne le régime monarchique que connut le Mexique indépendant de 1821 à 1823.

## Histoire
La guerre d'indépendance du Mexique débuta en 1810 par le Grito de Dolores du curé Miguel Hidalgo, qui était surtout une réaction à l'éviction de Ferdinand VII et à l'invasion de l'Espagne par les Français, et continua jusqu'en 1821, lorsque les troupes insurgées entrèrent dans la ville de Mexico.
L'indépendance du Mexique fut reconnue la même année par Juan O'Donojú, gouverneur et capitaine général de la Nouvelle-Espagne, lors de la signature du traité de Córdoba. Le général Agustín de Iturbide, créole né au Mexique qui avait combattu dans les forces royalistes pro-espagnoles avant de rejoindre les rebelles vers la fin de la guerre, fut élu chef du gouvernement provisoire mexicain.
Après la déclaration d'indépendance (27 septembre 1821), le Parlement mexicain avait l'intention d'établir un commonwealth avec l'Espagne : le roi d'Espagne Ferdinand VII serait devenu empereur du Mexique et les deux pays auraient été gouvernés par leurs propres lois et par des gouvernements différents. En cas de refus du roi d'Espagne, la loi prévoyait de donner le trône du Mexique à un membre de la famille Bourbon. Cependant, Ferdinand VII ne reconnut pas l'indépendance du Mexique et déclara que l'Espagne n'autoriserait pas à un prince européen de monter sur le trône mexicain. Parallèlement, la Capitainerie générale du Guatemala, nouvellement indépendante elle aussi, se rallia à l'Empire mexicain à cause principalement de sa faiblesse dans la région ; ses anciennes provinces de Costa Rica, Nicaragua et El Salvador avaient en effet opté pour l'annexion au Mexique, qui leur offrait une situation politique enviable dans le cadre des dispositions du plan d'Iguala.

### Établissement
Dans la nuit du 18 mai 1822, une importante manifestation dirigée par le régiment de Celaya eut lieu pour réclamer le couronnement d'Agustín de Iturbide. Le Congrès le nomma empereur le lendemain avant de confirmer cette décision par un décret le 21 mai. Cette nomination était officiellement temporaire, en attendant qu'un monarque européen accepte de régner sur le Mexique. Agustín de Iturbide fut couronné empereur du Mexique le 21 juillet suivant à Mexico sous le nom d'Augustin Ier. Son titre était : « Par la Divine Providence et par le Congrès de la Nation, Premier Empereur constitutionnel du Mexique » (en espagnol : Por la Divina Providencia y por el Congreso de la Nación, Primer Emperador Constitucional de México).
Le Premier Empire mexicain n'eut qu'une courte durée de vie, ne durant que 8 mois (du 21 juillet 1822 au 19 mars 1823). Le territoire de l'Empire mexicain comprenait les territoires et dépendances de la Nouvelle-Espagne, ainsi que les provinces de la capitainerie générale du Guatemala.

### Titulature et style des membres de la famille impériale
Le Congrès constituant, réuni à partir du 24 février 1822, décrète le 22 juin suivant que :
- La monarchie mexicaine, en plus d'être modérée et constitutionnelle, est également héréditaire.
- Par conséquent, la nation appelle à la succession de la couronne, par décès de l'actuel empereur, son fils aîné Don Agustín Jerónimo de Iturbide. La constitution de l'Empire fixera l'ordre de succession à la couronne.
- Le prince héritier sera appelé Prince impérial et aura le traitement d'Altesse Impériale.
- Les fils ou les filles légitimes de l'empereur sont appelés « princes mexicains » et auront le traitement d'Altesse.
- Don José Joaquín de Itúrbide y Arreguí, père de l'empereur reçoit le titre de prince de l'Union et le traitement d'Altesse pendant toute sa vie. On accorde le titre de princesse Iturbide et traitement d'Altesse, pendant sa vie, à Doña María Nicolasa de Itúrbide y Arámburu, sœur de l'empereur.

### Dissolution
Des factions du Congrès commencèrent à critiquer brutalement Itúrbide et sa politique. Face à ces critiques, l'empereur décida de dissoudre le Congrès le 31 octobre 1822. Cette décision déplut à des chefs militaires locaux, tels que Guadalupe Victoria et Antonio López de Santa Anna, commandant de la garnison de Veracruz qui sera plus tard président du Mexique.
Santa Anna et ses troupes se révoltèrent contre l'empereur et proclamèrent la République le 1er décembre en la ville de Veracruz. Face à la rébellion de Santa Anna, l'empereur chercha à obtenir l'aide de l'Église, mais décida finalement de renoncer au trône. Il présenta son abdication au Congrès dans la nuit du 19 mars 1823 avant de fuir vers l'Italie. La Première République fédérale succéda au Premier Empire mexicain.
Après la dissolution du Premier Empire, les provinces d'Amérique centrale décidèrent de quitter le Mexique et de créer leur propre fédération. Le Mexique ne chercha pas à reprendre ces territoires. En 1863, un Second Empire mexicain fut créé. L'empereur Maximilien Ier et son épouse ne pouvant pas avoir d'enfants, ils adoptèrent deux des petits fils d'Augustin Ier qui devinrent princes et héritiers de l'Empire mexicain.

### Organisation territoriale
|    | \| # \| Intendences \| Adhésion \| Ratification \| \| -- \| ----------------------- \| ---------- \| ------------ \| \| 1 \| Les Californies \| 27-09-1821 \| 28-09-1821 \| \| 2 \| Nouveau-Mexico \| 27-09-1821 \| 28-09-1821 \| \| 3 \| Texas \| 27-09-1821 \| 28-09-1821 \| \| 4 \| Nouvelle-Biscaye \| 27-09-1821 \| 28-09-1821 \| \| 5 \| Nouveau Royaume de León \| 27-09-1821 \| 28-09-1821 \| \| 6 \| Nouvelle-Santander \| 27-09-1821 \| 28-09-1821 \| \| 7 \| Coahuila \| 27-09-1821 \| 28-09-1821 \| \| 8 \| San Luis Potosí \| 27-09-1821 \| 28-09-1821 \| \| 9 \| Guanajuato \| 27-09-1821 \| 28-09-1821 \| \| 10 \| Querétaro \| 27-09-1821 \| 28-09-1821 \| \| 11 \| Sonora \| 27-09-1821 \| 28-09-1821 \| \| 12 \| Zacatecas \| 27-09-1821 \| 28-09-1821 \| \| 13 \| Puebla \| 27-09-1821 \| 28-09-1821 \| \| 14 \| Guadalajara \| 27-09-1821 \| 28-09-1821 \| \| 15 \| Oaxaca \| 27-09-1821 \| 28-09-1821 \| \| 16 \| Valladolid \| 27-09-1821 \| 28-09-1821 \| \| 17 \| Veracruz \| 27-09-1821 \| 28-09-1821 \| \| 18 \| Mexico \| 27-09-1821 \| 28-09-1821 \| \| 19 \| Mérida de Yucatán \| 27-09-1821 \| 28-09-1821 \| \| 20 \| Guatemala \| 29-10-1821 \| 02-01-1822 \| \| 21 \| El Salvador \| 29-10-1821 \| 02-01-1822 \| \| 22 \| Honduras \| 29-10-1821 \| 02-01-1822 \| \| 23 \| Nicaragua \| 29-10-1821 \| 02-01-1822 \| \| 24 \| Costa Rica \| 29-10-1821 \| 02-01-1822 \| |            |              |
| #  | Intendences | Adhésion   | Ratification |
| 1  | Les Californies | 27-09-1821 | 28-09-1821   |
| 2  | Nouveau-Mexico | 27-09-1821 | 28-09-1821   |
| 3  | Texas | 27-09-1821 | 28-09-1821   |
| 4  | Nouvelle-Biscaye | 27-09-1821 | 28-09-1821   |
| 5  | Nouveau Royaume de León | 27-09-1821 | 28-09-1821   |
| 6  | Nouvelle-Santander | 27-09-1821 | 28-09-1821   |
| 7  | Coahuila | 27-09-1821 | 28-09-1821   |
| 8  | San Luis Potosí | 27-09-1821 | 28-09-1821   |
| 9  | Guanajuato | 27-09-1821 | 28-09-1821   |
| 10 | Querétaro | 27-09-1821 | 28-09-1821   |
| 11 | Sonora | 27-09-1821 | 28-09-1821   |
| 12 | Zacatecas | 27-09-1821 | 28-09-1821   |
| 13 | Puebla | 27-09-1821 | 28-09-1821   |
| 14 | Guadalajara | 27-09-1821 | 28-09-1821   |
| 15 | Oaxaca | 27-09-1821 | 28-09-1821   |
| 16 | Valladolid | 27-09-1821 | 28-09-1821   |
| 17 | Veracruz | 27-09-1821 | 28-09-1821   |
| 18 | Mexico | 27-09-1821 | 28-09-1821   |
| 19 | Mérida de Yucatán | 27-09-1821 | 28-09-1821   |
| 20 | Guatemala | 29-10-1821 | 02-01-1822   |
| 21 | El Salvador | 29-10-1821 | 02-01-1822   |
| 22 | Honduras | 29-10-1821 | 02-01-1822   |
| 23 | Nicaragua | 29-10-1821 | 02-01-1822   |
| 24 | Costa Rica | 29-10-1821 | 02-01-1822   |

- Les Californies sont divisées en Nouvelle-Californie et Vieille-Californie.
- Les Île Clipperton(ou Île de la Passion), Île Guadalupe et Îles Revillagigedo sont comprises dans le territoire mexicain selon le Règlement provisoire politique de l'Empire mexicain.